# منطقه اچ ۱
منطقهٔ اچ ۱ یا منطقهٔ هیدروژن خنثی توده‌ای از ابر میان‌ستاره‌ای در یک محیط میان‌ستاره‌ای است که متشکل از اتم‌های هیدروژن خنثی (HI)، و نیز مقدار بسیار فراوانی هلیوم و دیگر عناصر به صورت محلی است.
H نماد شیمیایی برای عنصر هیدروژن است، و "I" عدد رومی «۱» است) در اخترشناسی مرسوم است که از عدد رومی I برای اتم‌های خنثی استفاده شود، II برای تک یونیزه شده است که در دیگر علوم به صورت H+ شناخته می‌شود- و III به‌طور مضاعف - یونیزه شده، به عنوان مثال OIII همان O++، و غیره است.
این مناطق نور مرئی قابل تشخیصی از خود منتشر نمی‌کنند (به جز در خطوط طیفیِ عنصرهایی غیر از هیدروژن)، بلکه توسط خط طیفی منطقه ۲۱ سانتی‌متری (۱۴۲۰ مگاهرتز) (خط هیدروژن)، مشاهده می‌شوند. این خط احتمال انتقال بسیار پایینی دارد، بنابراین برای دیده‌شدن آنها به مقدار زیادی گاز هیدروژن نیاز است. در جبهه‌های یونیزاسیون؛ که در آن مناطق اچ ۱ با گاز یونیزه شده در حال گسترش مانند منطقه اچ ۲ برخورد می‌کنند، حالت دوم درخشان‌تر از آنچه در غیر این صورت ممکن بود، مشاهده می‌شود. درجهٔ یونیزاسیون در یک منطقهٔ HI در حدود 10−4 است: (یعنی یک ذره در ۱۰٬۰۰۰) که بسیار ناچیز است. در فشارهای بین ستاره‌ای معمولی در کهکشان‌ها؛ مانند کهکشان راه شیری، مناطق HIدر دماهایی پایین‌تر از ۱۰۰ درجه کلوین و/یا بالای چندین هزار کلوین در بهترین حالت پایداری خود هستند: گاز بین این دماها بسیار سریع گرم یا سرد می‌شود تا به یکی از رژیم‌های پایداری دما برسد.گاز معمولاً در بین یکی از این فازها؛ به جز در نزدیکی منطقهٔ در حال گسترش منطقه اچ ۲، ایزوترمال محسوب می‌شود. در نزدیکی یک منطقهٔ اچ دویِ در حال گسترش، یک منطقهٔ اچ ۱ متراکم وجود دارد که منطقهٔ اچ یکِ دست نخورده را، و نیز جبههٔ منطقهٔ یونیده شدهٔ اچ ۲ را از ناحیهٔ اچ ۱ آشفته‌شده، جدا می‌سازد.

## نگاشت
نقشه‌برداری از انتشار منطقه‌های اچ ۱ با تلسکوپ رادیویی روشی است که برای تعیین ساختار کهکشان‌های مارپیچی مورد استفاده قرار می‌گیرد. از آن برای نقشه‌برداری از میدان‌های گرانشی بین کهکشان‌ها نیز استفاده می‌شود. هنگامی که دو کهکشان با هم برخورد می‌کنند، مواد به صورت رشته‌ای بیرون کشیده می‌شوند و به اخترشناسان این امکان را می‌دهد تا تعیین کنند که کهکشان‌ها به چه سویی حرکت می‌کنند.
مناطق اچ ۱ به‌طور مؤثری فوتون‌هایی را که انرژی کافی برای یونیزه کردن هیدروژن دارند، جذب می‌کنند، که این به ۱۳٫۶ الکترون‌ولت انرژی نیاز دارد. آنها در کهکشان راه شیری فراگیر هستند، و روزنه لاکمن یکی از معدود «پنجره‌هایی» برای مشاهدهٔ شفاف اشیاء دور در طول موج‌های فرابنفش شدید و پرتو ایکس معمولی است.